# 日本国民救援会
日本国民救援会（にほんこくみんきゅうえんかい）とは、日本の人権・法曹団体。略称は国民救援会がよく使われる。冤罪事件や警察など権力による人権侵害・政治弾圧事件の被害者その他労働事件等の被害者を救済、支援する活動を行っている。

## 活動内容
- 「憲法を守り発展させる運動、改悪反対と悪法反対の運動」
- 弾圧事件、職場での人権侵害、冤罪事件被害者の救援と市民による国などを相手とする訴訟の支援
- 「弾圧に反対する運動、言論・表現活動を守る運動」
- 「自由な選挙を求める運動」
- 「警察制度の民主的改革を求める運動」
- 「国民に開かれた司法制度を求める運動」
- 「解放運動無名戦士墓」合葬追悼会の実施
- 「人権と民主主義を守る運動」

冤罪とされる事件の支援に関しては、足利事件、布川事件、袴田事件、小石川事件、御殿場事件や、痴漢冤罪、東電OL殺人事件の元被告も支援している。
狭山事件に関しては、冤罪として当初は支援活動を行っていたものの、石川一雄により1975年に自由法曹団の弁護団が解任されたことから、活動を止めている。
言論弾圧に反対する運動としては、2004年、葛飾区内のマンションの戸別ドアポストに日本共産党のお知らせチラシ「葛飾区議団だより」・「東京都議団ニュース」・「区民アンケート」などを配布していた男性を住居侵入として逮捕・起訴した葛飾政党ビラ配布事件の支援などがあげられる。

## 団体データ
- 会員数：約51400人と団体会員
- 会費：月額600円
- 入会金：600円（団体会員は不要）
- 役員（2008年7月の大会選出）
  - 会長：鈴木亜英
  - 副会長：伊賀カズミ、稲生昌三、清水信之、本藤修、望月憲郎、安井純夫、吉田きよ子
  - 事務局長：瑞慶覧淳
- 機関紙：救援新聞（旬刊）
- 機関誌：救援情報（季刊）

## 沿革
- 1928年4月7日 - 野田醤油労働争議の弾圧犠牲者の救援を契機として「解放運動犠牲者救援会」として創立。のちに日本赤色救援会に改称。
- 1930年8月 - 国際赤色救援会に加盟。日本国民救援会設立。
- 1968年3月 -「狭山事件の真相を聞く会」に救援会長難波英夫が招聘される
- 1975年2月 - 狭山事件支援を取り止め

## 冤罪が指摘されている事件への支援
日本国民救援会（再審・えん罪事件全国連絡会による）が冤罪が指摘される事件で支援した事件の一覧。無罪が確定した事件については斜体で表示している。なお、事件名については日本国民救援会の発表しているものと違う場合がある。

### 殺人事件
- 足利事件 - 1990年、足利市で幼女が殺害されて被告として起訴された男性に無期懲役が確定した事件。しかし、2010年にDNA鑑定により再審無罪が確定した。
- 大崎事件 - 1979年、大崎町での殺人事件で、4人の被告が起訴。第2次再審準備中。
- 小石川事件 -2002年、単身高齢女性が殺害され、現金が奪われたとされた事件。起訴された男性に無期懲役が確定。2022年第１次再審請求棄却、現在、第２次再審請求準備中。
- 筋弛緩剤点滴事件（筋弛緩剤事件、北陵クリニック事件） - 2001年、准看護師が患者5人の点滴に筋弛緩剤を混入したとして、殺人・殺人未遂罪で起訴。最高裁で無期懲役が確定。現在は再審請求準備中。
- 島田事件 - 発生から35年後、再審による無罪判決。
- 白鳥事件 - 服役終了後、異議申し立てを行うが棄却。
- 菅生事件 発生から6年後に無罪確定。
- 帝銀事件 - 被疑者は死刑確定後に獄死するも遺族により再審請求。
- 東電OL殺人事件 - 1997年、渋谷区内のアパートの一室で女性が亡くなっているのが発見され、ネパール人の男性が起訴された事件。一審無罪、二審で逆転無期懲役判決で最高裁で確定。2012年東京高裁に再審無罪。
- 豊川幼児殺人事件(別名豊川市男児連れ去り殺人事件) - 豊川市内で幼児が殺害された事件。1審無罪だったが、2審で有罪判決。最高裁で懲役17年が確定。現在、再審請求中。
- 名張毒ぶどう酒事件 - 被告に死刑判決が確定するも事件発生から49年後の2010年4月5日、最高裁は再審取り消し決定を取り消して、名古屋高裁に差し戻す決定がされたが、被告は刑が執行されることなく89歳で獄死。
- 袴田事件 - 1966年、清水市（現静岡市清水区）内の強盗殺人・放火事件の犯人として元プロボクサーが起訴された事件。被告は1980年に死刑確定。2024年、再審無罪判決確定。
- 東住吉事件 - 1995年、大阪市東住吉区で火事で女性が死亡した事件。保険金目当ての放火殺人事件として被告が起訴。2006年に無期懲役が確定。現在、再審準備中。
- 日野町事件 - 1985年、日野町で起きた強盗殺人事件で起訴された被告に無期懲役が確定。 現在、再審請求中。
- 引野口事件 - 放火で実の兄を殺害したとして起訴された被告が事件発生から4年後無罪確定。
- 布川事件 - 1967年、強盗殺人事件の犯人として2人の被告が起訴されて無期懲役確定。仮釈放後の第2次再審請求審で再審開催決定。2011年5月に再審無罪が確定した。
- 福井女子中学生殺人事件 - 1986年、福井市内で女子中学生が殺された事件で、起訴された被告が一審無罪、二審で逆転有罪、最高裁で懲役7年が確定。現在、名古屋高裁金沢支部に再審請求中。
- 藤本事件 - ハンセン病患者への偏見の可能性あり。
- 松川事件 - 発生から14年後、最高裁で被告全員に無罪判決。
- 三鷹事件 - 有罪になった被告1人が無実を主張し、再審を請求したが獄死。
- 牟礼事件 - 再審請求を行っていたが、被疑者が死亡。
- 山形マット死事件 - 1993年、新庄市立明倫中で男子生徒が体操用具室のマット内で死亡した事件。少年審判では3人が不処分となり、3人が保護処分。遺族が起こした損害賠償訴訟は最高裁で賠償命令が確定。現在は再審請求を準備中。
- 免田事件 - 発生から34年後、再審による無罪判決。
- 八海事件 - 発生から17年後に最高裁にて無罪判決。
- 吉田岩窟王事件 - 発生から50年後、再審による無罪判決。

### 事故
- 高知白バイ衝突死事故 - 警察による重要証拠物件の捏造が指摘されている。
- 長野・ひき逃げ事件 - 2006年、長野市内で男性がひき逃げをされた事件で起訴された被告に懲役2年とされた事件。
- 西宮郵便バイク事件 - 2004年に歩行者を引いて死亡させたとされる事件。被告は禁固2年6か月・執行猶予4年が確定。再審請求をするも棄却される。

### 痴漢・わいせつ事件
- 町田痴漢事件 - 2005年、JR横浜線車内で起きた痴漢事件。最高裁で被告に懲役1年6か月の有罪判決確定。被告は痴漢を止めさせようとして逆に痴漢に間違えられたと主張している。
- 練馬駅痴漢事件 - 2007年、西武池袋線の電車内で、起きた痴漢事件。被告は被害女性のそばに立っていただけと主張。
- 香芝強制わいせつ事件 - 2006年12月12日午後12時ころ、奈良県香芝市の歩道で帰宅途中の女性にわいせつな行為がされた事件。軽度の知的障害のある被告が起訴され、懲役2年6月が最高裁で確定。
- 御殿場事件（御殿場少年事件） - 2001年に女子高生に対しての強姦未遂事件の犯人として10人の少年が逮捕され、4 人の少年が刑事裁判にかけられた事件。最高裁で懲役1年6月が確定。
- 西武池袋線小林事件 - 2005年、西武池袋線の車内での痴漢事件。最高裁で懲役1年10月が確定した。
- 山陽本線痴漢事件 - 2006年朝の通勤列車で痴漢をしたとして起訴された事件。最高裁で有罪が確定。
- 爪ケア事件（別名爪切り事件） - 2007年に看護ケアをしていた被告が爪をはがしたとして起訴された事件。2審で無罪判決がでてそのまま確定。
- 姫路強制わいせつ事件 - 2007年に女性の供述により女性の上司の男性が起訴され、強制わいせつ罪で懲役2年の有罪判決を受けた事件。男性は虚偽の供述と主張している。

### 政治事件
- 鹿地事件 - 関係者に会長の山田善二郎氏。
- 国公法弾圧堀越事件 - 東京高裁で逆転無罪。現在、2012年12月、最高裁第2小法廷で上告棄却。無罪確定。
- 世田谷国公法弾圧事件 - 2012年12月、最高裁第2小法廷で上告棄却。罰金10万円の有罪判決確定。
- 葛飾政党ビラ配布事件 - 2004年、葛飾区内のマンションのドアポストに、ビラを配布していたところを、住居侵入として逮捕・起訴された事件。最高裁で罰金5万円が確定。

### 傷害・窃盗事件
- 大阪地裁所長襲撃事件 - 2004年に、当時の大阪地裁所長が路上で襲われて現金を奪われた事件。逮捕された5人のうち成人2人に無罪判決。大阪地裁は5人全員に総額約1500万円の支払いを命じた。
- 新宿駅あずさ35号窃盗事件（新宿駅あずさ35号窃盗再審事件） - 2005年、発生場所・JR新宿駅で発車待ち停車中の「あずさ35号」自由席車内で起きた窃盗事件。現在再審請求中。

## 支援裁判
日本国民救援会が支援している民事裁判の一覧。賠償が決まったもの、和解が成立したものについては斜体で表示している。
- 福岡・B型肝炎九州訴訟
- 福岡・読売新聞「押し紙」訴訟・黒藪裁判 - ジャーナリスト黒藪哲哉に関連する裁判。
- 大阪・泉南アスベスト国家賠償請求訴訟
- 北海道・1047人JR採用差別事件 - 国鉄からJRに変わる過程で起きた採用差別を全動労が訴えた裁判。最高裁にて和解成立。

## その他
- 救援連絡センターは国民救援会に名称や機関紙名が類似するが別団体である。